# مصر در المپیک تابستانی ۲۰۲۴
کاروان المپیکی مصر، یکی از کاروان‌های شرکت‌کننده در بازی‌های المپیک تابستانی ۲۰۲۴ بود. این دوره از بازی‌ها از ۲۶ ژوئیه تا ۱۱ اوت ۲۰۲۴ (۵ تا ۲۱ امرداد ۱۴۰۳ خورشیدی) به میزبانی پاریس، پایتخت فرانسه برگزار شد.
مصری‌ها پس از نخستین حضور در ۱۹۱۲، در تمامی ادوار پس از آن به جز دو دوره شرکت کرده‌اند. آنها در سال ۱۹۳۲ به میزبانی لس آنجلس به دلیل رکود بزرگ و در سال ۱۹۸۰ به میزبانی مسکو (تحت اداره حکومت شوروی) به عنوان بخشی از تحریم‌کنندگان بازی‌های المپیک تابستانی ۱۹۸۰ به رهبری ایالات متحده حضور نداشتند.
در پایان این دوره از بازی‌ها، مصر با کسب سه مدال رنگارنگ، به همراه تونس و آرژانتین در جایگاه پنجاه و دوم رتبه‌بندی نهایی این دوره از بازی‌ها قرار گرفت.

## مدال‌آوران
| مدال | ورزشکار     | ورزش         | رویداد        | تاریخ   |
| ---- | ----------- | ------------ | ------------- | ------- |
| طلا  | احمد الجندی | پنج‌گانه مدرن | انفرادی مردان | ۱۰ اوت  |
| نقره | ساره احمد   | وزنه‌برداری   | ۸۱ ک.گ زنان   | ۱۰ اوت  |
| برنز | محمد السید  | شمشیربازی    | اپه مردان     | ۸ ژوئیه |

| مدال براساس ورزش | مدال براساس ورزش | مدال براساس ورزش | مدال براساس ورزش | مدال براساس ورزش |
| ---------------- | ---------------- | ---------------- | ---------------- | ---------------- |
| ورزش             | 1                | 2                | 3                | کل               |
| شمشیربازی        | ۰                | ۰                | ۱                | ۱                |
| پنج‌گانه مدرن     | ۱                | ۰                | ۰                | ۱                |
| وزنه‌برداری       | ۰                | ۱                | ۰                | ۱                |
| کل               | ۱                | ۱                | ۱                | ۳                |

| مدال براساس جنسیت | مدال براساس جنسیت | مدال براساس جنسیت | مدال براساس جنسیت | مدال براساس جنسیت |
| ----------------- | ----------------- | ----------------- | ----------------- | ----------------- |
| جنسیت             | 1                 | 2                 | 3                 | کل                |
| مردان             | ۱                 | ۰                 | ۱                 | ۲                 |
| زنان              | ۰                 | ۱                 | ۰                 | ۱                 |
| مختلط             | ۰                 | ۰                 | ۰                 | ۰                 |
| کل                | ۱                 | ۱                 | ۱                 | ۳                 |

| مدال براساس تاریخ | مدال براساس تاریخ | مدال براساس تاریخ | مدال براساس تاریخ | مدال براساس تاریخ | مدال براساس تاریخ |
| ----------------- | ----------------- | ----------------- | ----------------- | ----------------- | ----------------- |
| تاریخ             | 1                 | 2                 | 3                 | کل                |                   |
| ۲۸ ژوئیه          | ۰                 | ۰                 | ۱                 | ۱                 |                   |
| ۱۰ اوت            | ۱                 | ۱                 | ۰                 | ۲                 |                   |
| کل                | ۱                 | ۱                 | ۱                 | ۳                 |                   |

## شرکت‌کنندگان
ورزشکاران مصر در رشته‌های زیر در المپیک شرکت کردند. قابل ذکر است بازیکنان ذخیره‌ی تیم فوتبال در این لیست محاسبه نشده‌اند.
| ورزش              | مردان | زنان | کل  |
| ----------------- | ----- | ---- | --- |
| تیراندازی با کمان | ۱     | ۱    | ۲   |
| شنای موزون        | ۰     | ۸    | ۸   |
| دو و میدانی       | ۵     | ۱    | ۶   |
| بوکس              | ۲     | ۱    | ۳   |
| قایقرانی          | ۰     | ۱    | ۱   |
| دوچرخه‌سواری       | ۱     | ۲    | ۳   |
| شیرجه             | ۲     | ۲    | ۴   |
| سوارکاری          | ۱     | ۰    | ۱   |
| شمشیربازی         | ۹     | ۸    | ۱۷  |
| فوتبال            | ۱۸    | ۰    | ۱۸  |
| ژیمناستیک         | ۱     | ۸    | ۹   |
| هندبال            | ۱۴    | ۰    | ۱۴  |
| جودو              | ۲     | ۰    | ۲   |
| پنج‌گانه مدرن      | ۲     | ۲    | ۴   |
| روئینگ            | ۳     | ۰    | ۳   |
| قایقرانی          | ۱     | ۱    | ۲   |
| تیراندازی         | ۵     | ۶    | ۱۱  |
| شنا               | ۱     | ۱    | ۲   |
| تنیس روی میز      | ۳     | ۳    | ۶   |
| تکواندو           | ۲     | ۱    | ۳   |
| تنیس              | ۰     | ۱    | ۱   |
| والیبال           | ۱۲    | ۲    | ۱۴  |
| وزنه‌برداری        | ۲     | ۳    | ۵   |
| کشتی              | ۱۰    | ۱    | ۱۱  |
| کل                | ۹۷    | ۵۲   | ۱۴۹ |